# Рейсшина

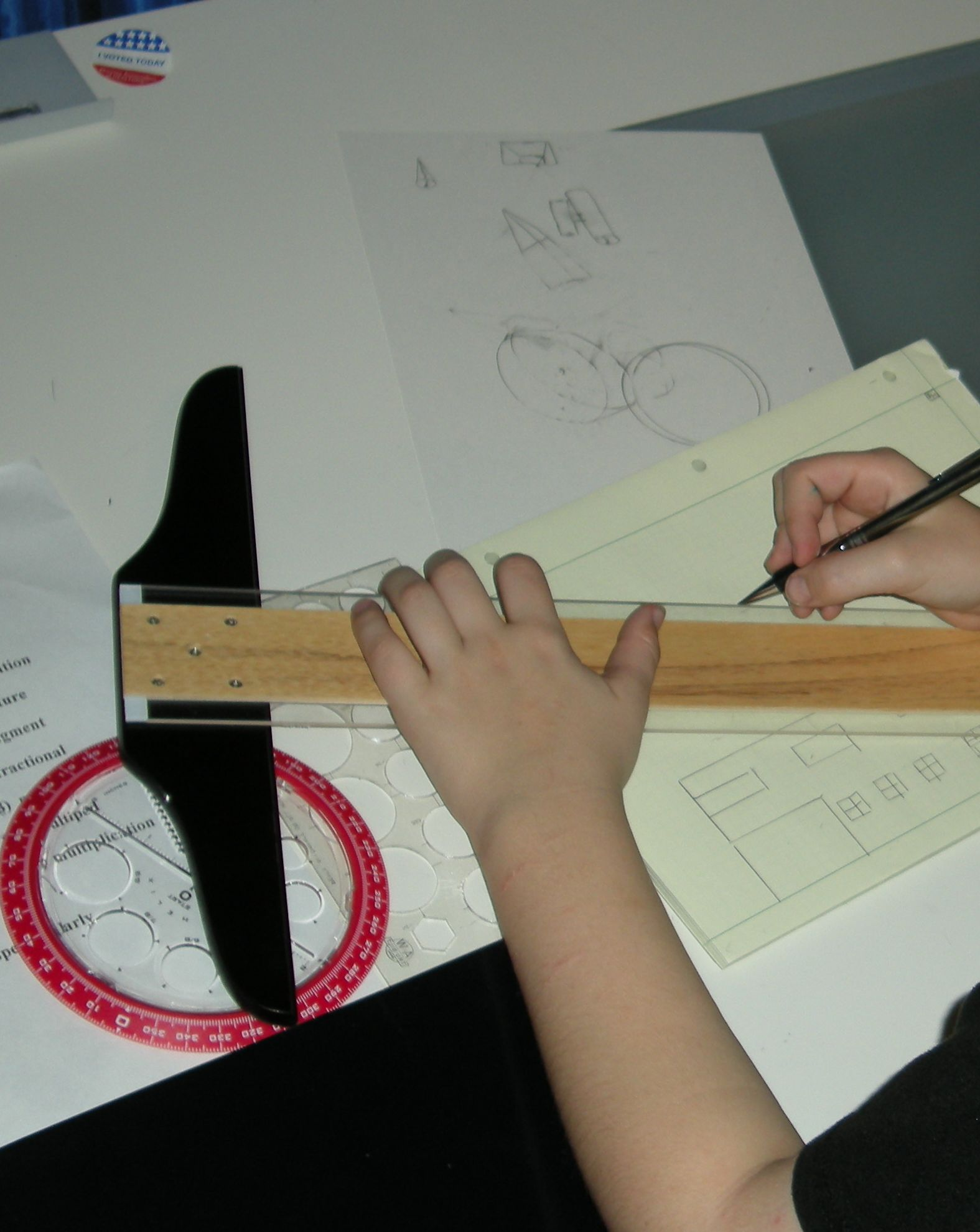
Рейсшина

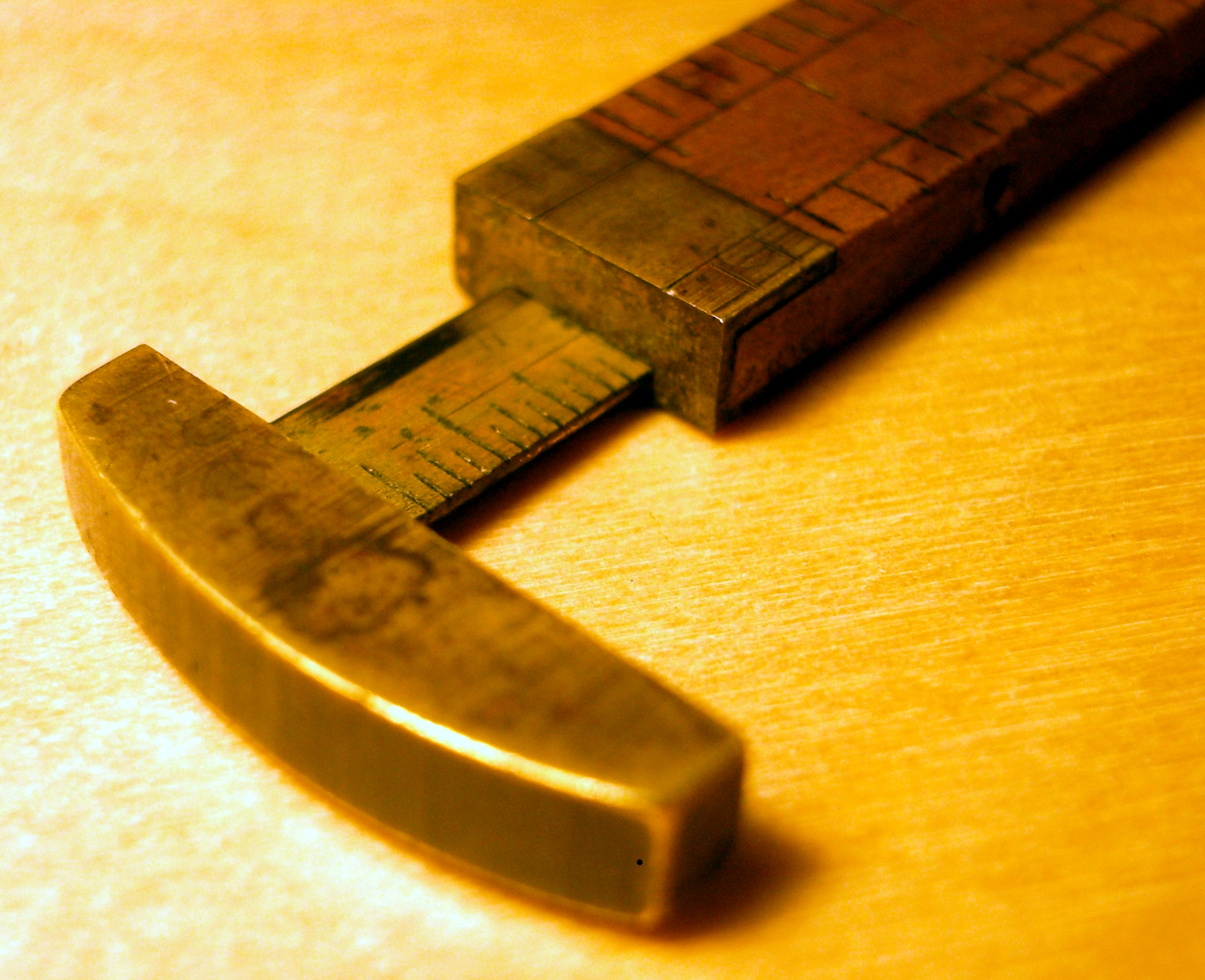
Старая рейсшина

Рейсшина (нем. Reißschiene), также винкель (нем. Winkel) — чертёжная линейка с ортогональной перекладиной на одном конце, используется для проведения параллельных линий. Типоразмеры рейсшин регулируются ГОСТ 7286-81. В соответствии с этим нормативным документом рейсшины можно разделить на:
- с двухпланочной головкой
- с однопланочной головкой
- рейсшины с роликом

Совместное использование рейсшины с угольником, циркулем и транспортиром позволяет выполнять чертежи любой сложности.